# Сазонов Сергій Дмитрович
Сазо́нов Сергі́й Дми́трович (рос. Сазонов Сергей Дмитриевич, *29 липня (10 серпня) 1860, Рязанська губернія — †11 грудня 1927, Ніцца) — російський політик, державний діяч, міністр закордонних справ Російської імперії (1910—1916). Зять прем'єр-міністра Петра Столипіна.

## Життєпис
Народився 10 серпня 1860 в Рязанській губернії у дворянській родині. Батько — Дмитро Федорович Сазонов, штабс-капітан лейб-гвардії єгерського полку у відставці. Мати — баронеса Єрміонія Олександрівна Фредерікс.
Навчався в Олександрівському ліцеї. Після його закінчення у 1883 вступив на дипломатичну службу до міністерства закордонних справ у чині титулярного радника.
У 1890 став другим секретарем російського посольства в Британії. З 1894 — секретар місії у Ватикані, з 1904 — посольський радник у Лондоні.
У 1898 одружився з Анною Борисівною Нейдгарт. В березні 1906 став міністром-резидентом при Папі Римському.
У квітні 1907 отримав чин дійсного статського радника. Завдяки родинним зв'язкам з тогочасним прем'єр-міністром Російської імперії Петром Столипіним швидко зробив кар'єру: 26 травня 1909 призначений помічником міністра закордонних справ Олександра Ізвольського; у 1910 — гофмейстером двору. З 8 листопада 1910 — міністр закордонних справ.
1 січня 1913 призначений членом Державної ради.
До дипломатичних здобутків Сазонова належить підписання Потсдамської угоди з Німеччиною (1911), договори з Японією (1912 та 1916), а також переговори з урядами Британії та Франції про співробітництво в ході війни та умови майбутнього миру.
Під час липневої кризи 1914 прагнув до компромісу між Сербією та Австро-Угорщиною, але з огляду на рішучість країн Троїстого союзу наполіг на мобілізації російських збройних сил, що прискорило початок війни. Він був прихильником зближення Росії з Францією, Британією та Японією. Сазонов намагався сприяти створенню «конфедерації» балканських країн та Османської імперії під егідою Росії, однак цей проект зазнав краху. 13 вересня 1914 на виступі у Петербурзі він оприлюднив план ведення війни, під час якої в подальшому намагався залучитись підтримкою союзних держав стосовно приєднання до Росії присередземноморських територій.
7 серпня 1916 зміщений з посади міністра, а 12 січня 1917 призначений послом у Лондоні. З серпня 1918 — активний діяч Білого руху, учасник Особливої наради під керівництвом генерала Алексєєва, член урядів Антона Денікіна та Олександра Колчака, представник білогвардійців на Паризькій мирній конференції. Наполягав на посиленні військової інтервенції країн Антанти проти більшовиків.
Після Громадянської війни перебував у еміграції. У 1927 опублікував свої мемуари.
Помер 11 грудня 1927 в Ніцці, де й похований.

## Нагороди
- Великий хрест ордена святого Григорія Великого (5 липня 1909, Ватикан)[3]
- Орден Святого Станіслава 1-го ступеня (1910);
- Орден Святої Анни 1-го ступеня (1912);
- Орден Білого Орла (1916), та інші.